# Badmintonmeisterschaft von Nord-Borneo 1959
Die Badmintonmeisterschaft 1959 von Nord-Borneo fand in Jesselton statt. Es wurden nur die beiden Herrendisziplinen ausgetragen.

## Titelträger
| Disziplin    | Sieger                   |
| ------------ | ------------------------ |
| Herreneinzel | Chan Tin Chua            |
| Dameneinzel  | nicht ausgetragen        |
| Herrendoppel | Lai Wui Meng Sim Poh Lim |
| Damendoppel  | nicht ausgetragen        |
| Mixed        | nicht ausgetragen        |